# River Calder (Wyre)
Der River Calder ist ein Fluss in Lancashire, England. Der River Calder entspringt am Fiendsdale Head im Forest of Bowland und fließt zunächst in westlicher Richtung. An der Ortschaft Oakenclough ändert er seine Richtung nach Süden. Östlich des Ortes Catterall wendet sich der Fluss erneut nach Westen und kreuzt dann die Autobahn M6 und den Lancaster Canal. Der Fluss fließt im Norden von Catterall und mündet im Nordwesten des Ortes in den River Wyre.
Wasser aus dem River Calder ermöglichte bis 1891 den Betrieb von Druckereien und Lederindustrie in Catterall, doch dann erhielt der örtliche Wasserversorger – die Fylde Water Company – durch einen Beschluss des Parlaments die Erlaubnis große Mengen Wasser im Oberlauf des Flusses für die Trinkwasserversorgung zu entnehmen und so stand nicht mehr genug Wasser für den Betrieb der Maschinen zur Verfügung.